# 丹巴縣古碉群
丹巴古碉群位於四川省甘孜州丹巴縣，文物遺址年代判定為元-清。2002年12月27日公佈為四川省第六批省級文物保護單位。2006年5月25日列為第六批全國重點文物保護單位。
根据第三次全国文物普查资料，丹巴古碉群包括以下119处文物点：
大邑沟村古碉遗址、俄鲁村古碉、来依村古碉群遗址、骆驼沟村古碉、木尔约村古碉、邛山一村古碉群、邛山二村古碉、边耳村古碉群（及遗址）、党岭村古碉群遗址、二马村古碉、二瓦槽村古碉群（及遗址）、磨子沟村古碉群（及遗址）、日卡村古碉遗址、牙科村古碉群遗址、熬日村古碉群、高顶二村古碉群、高顶一村古碉群、甲居村古碉群、喀卡村古碉群、聂呷村古碉、腰乞村古碉群、各宗村古碉群遗址、纳交村古碉遗址、水子一村古碉遗址、白嘎山村古碉群、火龙沟村古碉（及遗址）、白玉村古碉群遗址、川主庙村古碉遗址、俄呷村古碉遗址、格宗村古碉群（及遗址）、江达村古碉群、八家客村古雕遗址、丹扎村古调群遗址、开绕村古碉群遗址、黑风顶村古碉遗址、黄家梁子村古碉群遗址、几寨村古碉遗址、纳布村古碉群遗址、纳粘村古碉群遗址、上宅龙村古碉、太平桥村古碉、邓巴村古碉、东谷村古碉群遗址、东马村古碉群（及遗址）、二卡子村古碉（及古碉群遗址）、鱼日村古碉、林邦村古碉群遗址、牦牛村古碉群、八梭村古碉群遗址、帕冲村古碉、井备村古碉群遗址、永西村古碉群遗址、八龙村古碉群（及遗址）、甲尔木村古碉群（及遗址）、上纳顶村古碉、斯交村古碉遗址、下纳顶村古碉（及遗址）、中纳顶村古碉、井备村古碉群、基卡依村古碉群、克格依村古碉群、呷仁依村古碉群、则龙村古碉、波色龙村古碉群遗址、俄多村古碉群遗址、罕额依村古碉群遗址、基卡依村古碉群遗址、呷仁依村古碉群遗址、则龙村古碉遗址、窝斗村古碉（及遗址）、八梭村古碉群、泽周村古碉群、东风村古碉群、共布村古碉群（及遗址）、莫洛村古碉群（及遗址）、纳衣村古碉群遗址、左比村古碉群、纳衣村古碉群、弄中村古碉群（及遗址）、宋达村古碉、呷拉村古碉群（及遗址）、波色龙村古碉群、俄多村古碉群、罕额依村古碉群、布科村古碉、大桑村古碉群（及遗址）、大寨村古碉群、泽公村古碉群（及遗址）、左比村古碉群遗址、泽周村古碉群遗址、前进村古碉群遗址、三道桥村古碉群、瓦坝村古碉（及遗址）、瓦脚村古碉群（及遗址）、大寨村古碉群遗址、吉汝村古碉、柯尔金村古碉（及遗址）、前进村古碉群、着斯里村古碉群。